# سیگرید ولف
سیگرید ولف (انگلیسی: Sigrid Wolf؛ زادهٔ ۱۴ فوریه ۱۹۶۴) اسکی‌باز آلپاین اهل اتریش است.
وی در مسابقات کشوری و بین‌المللی در مجموع برندهٔ ۱ مدال طلا، ۱ مدال نقره شده‌است.